# Ludziwoj
Ludziwoj – staropolskie imię męskie, złożone z członów: Ludzi- ("ludzie") i -woj ("wojownik"). 